# 하마드 빈 자심 빈 자베르 알사니

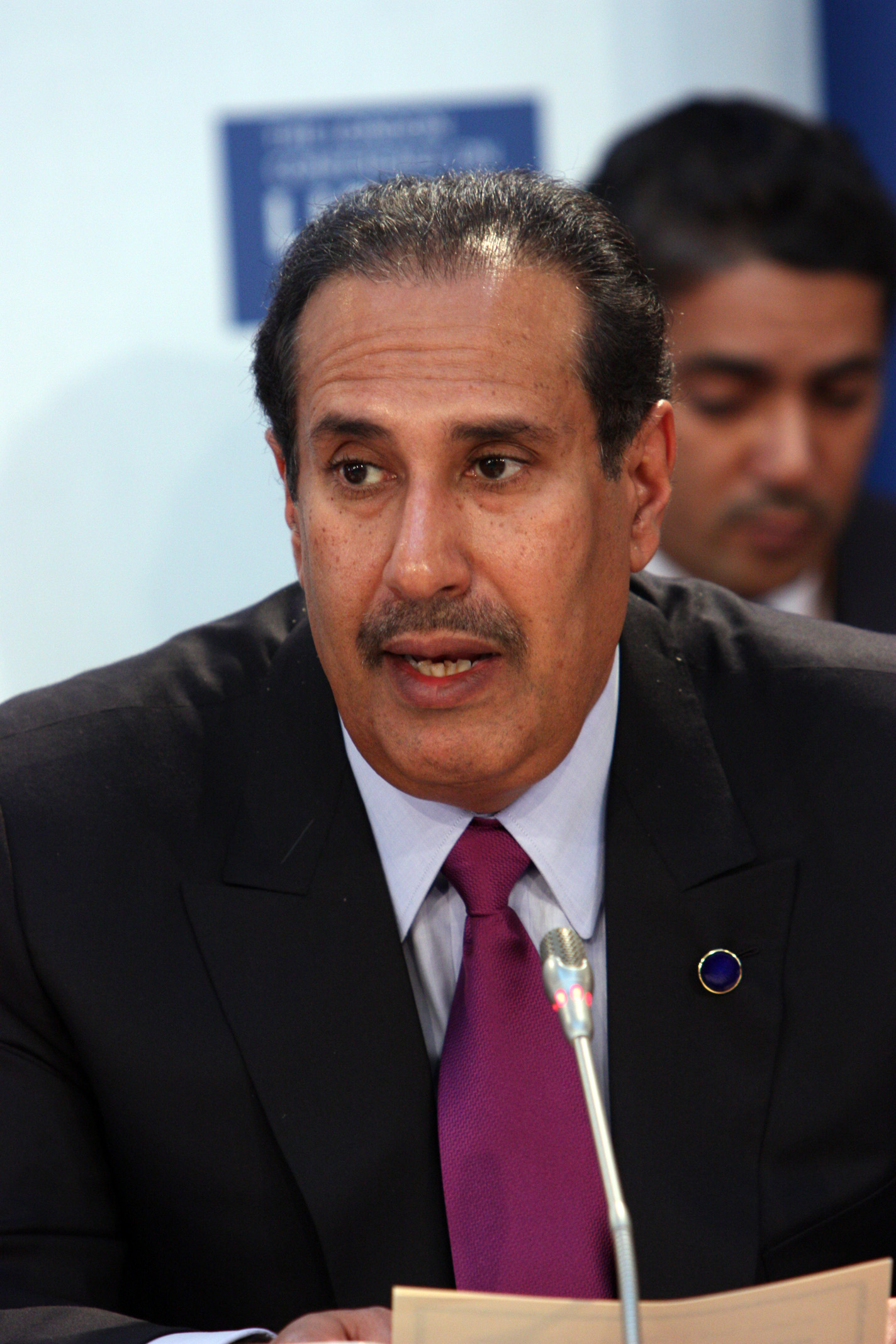
하마드 빈 자심 빈 자베르 알사니(2012년)

하마드 빈 자심 빈 자베르 알사니(حمد بن جاسم بن جبر آل ثاني, Hamad bin Jassim bin Jaber Al Thani, 1959년 8월 30일 ~ )는 카타르의 왕족, 정치인, 실업가이며, 카타르의 총리 겸 외상이다. 카타르투자청의 최고책임자이기도 하다.

## 경력
1959년 도하에서 태어났다. 1981년 카이로 대학교를 졸업하였다.